# هال ظاهربین
هال ظاهربین (هال سطحی) (به انگلیسی: Shallow Hal) یک فیلم کمدی رمانتیک آمریکایی محصول سال ۲۰۰۱ با بازی گوینت پالترو و جک بلک است. داستان دربارهٔ مردی است که پس از اینکه در اثر هیپنوتیزم تنها قادر به دیدن زیبایی درونی افراد می‌شود، دلباختهٔ زنی با وزن تقریباً ۳۰۰ پوند می‌گردد. این فیلم به کارگردانی برادران فارلی در مناطق اطراف شارلوت، کارولینای شمالی و همچنین در استرلینگ، ماساچوست و پرینستون، ماساچوست در کوه واچوست فیلم‌برداری شد. از جمله بازیگران نقش مکمل می‌توان به جیسون الکساندر، جو ویترللی و سوزان وارد اشاره کرد. هال سطحی در تاریخ ۹ نوامبر ۲۰۰۱ توسط فاکس قرن بیستم اکران شد و با بودجه‌ای ۴۰ میلیون دلاری، ۱۴۱ میلیون دلار فروش داشت.

## داستان
هال لارسون شب‌هایش را در کلوب‌ها همراه دوستش مائوریسیو به رد شدن از سوی زنان زیبارو می‌گذراند. او در مؤسسه مالی «جی‌پی‌اس فاندز» شغلی ثابت دارد، اما از اینکه ارتقاء شغلی مورد انتظارش رد می‌شود، ناامید می‌گردد. هال دلباخته همسایه‌اش جیل است، اما او به دلیل سبک زندگی سطحی هال، علاقه‌ای نشان نمی‌دهد. روزی هال در آسانسور با مربی زندگی تونی رابینز گیر می‌افتد. رابینز با هیپنوتیزم او را طوری برنامه‌ریزی می‌کند که فقط بتواند زیبایی درونی افراد را ببیند. هال که متوجه هیپنوتیزم شدنش نیست، بعداً با دختر به شدت چاق استیو به نام رزماری آشنا می‌شود. چون رزماری شخصیتی مهربان و بخشنده دارد، برای هال مانند زنی زیبا و باریک‌اندام ظاهر می‌شود و او فوراً عاشقش می‌گردد. رزماری که به نادیده گرفته‌شدن به خاطر ظاهرش عادت دارد، ابتدا تصور می‌کند علاقه هال به او تمسخر است، اما وقتی متوجه صداقت او می‌شود، با او وارد رابطه می‌گردد.
مائوریسیو که نگران سلیقهٔ جدید هال در زنان است، تونی را قانع می‌کند تا کلمهٔ کلیدی بازگشت از هیپنوتیزم را به او بدهد: «هال سطحی دنبال یه دختره». هنگام یک قرار شام، رزماری به هال می‌گوید که برای مأموریتی ۱۴ماهه از سوی سپاه صلح در کیریباتی دعوت شده‌است. مائوریسیو با او تماس گرفته و کلمهٔ کلیدی را می‌گوید و سپس به رستوران می‌رود و هال را بیرون می‌کشد، پیش از آن‌که چهره واقعی رزماری را ببیند. بیرون، مائوریسیو حقیقت هیپنوتیزم تونی را فاش می‌کند. هال باور نمی‌کند تا زمانی که با کاترینا، زنی که قبلاً برایش زیبا به نظر می‌رسید، مواجه می‌شود و حالا ظاهر واقعی و نازیبایش را می‌بیند. هال از رزماری فاصله می‌گیرد و او دچار افسردگی می‌شود. جیل که مشاهده کرده هال چگونه از سطحی‌نگری عبور کرده‌است، به او علاقه‌مند شده و او را به شام دعوت می‌کند. در همان رستوران، رزماری با خانواده‌اش از راه می‌رسد و هال را همراه جیل می‌بیند و با ناراحتی محل را ترک می‌کند. هال هنگام رفتن به تلفن عمومی از کنار رزماری می‌گذرد، بدون آنکه او را بشناسد؛ سپس با او تماس می‌گیرد و از علاقه‌اش اطمینان می‌دهد. رزماری که گیج و ناراحت است، به او توهین کرده و رابطه را تمام می‌کند.
پنج روز بعد، استیو به هال می‌گوید که دوست‌پسر قبلی رزماری و همکارش در سپاه صلح، رالف، قصد دارد به رابطه‌اش با او بازگردد. هال در بیمارستانی که رزماری در آن داوطلبانه کار می‌کند، به‌دنبال او می‌گردد و دختربچه‌ای به نام کیدِنس را می‌بیند. در زمان هیپنوتیزم، کیدنس برای هال دختری بی‌نقص به نظر می‌رسید، اما حالا متوجه می‌شود که بدن او پر از زخم‌های شدید سوختگی است. این تجربه نگاه او را نسبت به زیبایی ظاهری تغییر می‌دهد و الهام‌بخش او برای بازگشت نزد رزماری می‌شود. مائوریسیو اعتراف می‌کند که از روی حسادت به شادی هال، هیپنوتیزم را متوقف کرده‌است و می‌گوید که او دُمِ اضافی غیرقابل‌عملی دارد که مانع صمیمیتش با زنان شده‌است. هال او را به پذیرش تفاوتش تشویق می‌کند.
هال به دفتر جذب سپاه صلح می‌رود و با رالف روبه‌رو می‌شود، چون فکر می‌کند رزماری و رالف دوباره با هم هستند. رالف این موضوع را رد می‌کند و می‌گوید که والدین رزماری برایش مهمانی خداحافظی گرفته‌اند. هال، مائوریسیو و رالف به خانهٔ پدر و مادر رزماری می‌روند. رزماری در ابتدا از دیدن هال ناراحت است، اما پس از آنکه هال عشقش را به او ابراز می‌کند، پوزش او را می‌پذیرد. رزماری می‌گوید که همچنان عازم مأموریت سپاه صلح است، اما هال می‌گوید که با او می‌آید، چرا که با کمک دوست رالف، لی‌ای‌بوی، عضو سپاه صلح شده‌است. هال می‌کوشد او را به سبک عروس به سوی خودرو ببرد، اما موفق به بلند کردنش نمی‌شود. رزماری که تحت تأثیر این حرکت قرار گرفته، خودش هال را بلند کرده و به‌سوی خودرو می‌برد. در پایان، مائوریسیو با زنی که عاشق سگ‌هاست آشنا می‌شود و در حالی که دُمش را تکان می‌دهد، با او قدم می‌زند.

## بازیگران
- جک بلک در نقش هال لارسون
- گوئینت پالترو در نقش رزماری شاناهان
- جیسن الکساندر در نقش موریسیو ویلسون
- جو ویترلی در نقش استیو شاناهان
- جیل کریستین فیتزجرارد در نقش خانم شاناهان
- آنتونی رابینز در نقش خودش
- بروس مک‌گیل در نقش رورند لارسون
- مالی شنون در نقش خانم ماری لارسون
- ساشا نولینگر در نقش هال جوان
- سوزان وارد در نقش جیل
- رنه کیربی در نقش والت
- کایل گاس در نقش آرتی
- لورا کایگتلینگر در نقش جن
- بروک برنس در نقش کاترینا
- سعید بدریا در نقش دکتر سعید
- زن گسنر در نقش رالف
- ران دارلینگ در نقش پسر جذاب
- جاشوا شینتانی در نقش پسر اضافه وزن دار
- ساشا نوف در نقش تانیای جذاب
- نان مارتین در نقش تانیای غیرجذاب
- ماری ویگمور در نقش تیفانی جذاب
- راب موران در نقش تیفانی غیرجذاب
- مایکل کورنته در نقش مرد بی خانمان ۲
- لزلی دآنتونیو در نقش هلگای خدمتکار
- مانون فون گرکن در نقش لیندی
- برایانا گاردنر در نقش کیدنس